# فيليب د. لويس
فيليب د. لويس (بالإنجليزية: Philip D. Lewis)‏ هو محامي وسياسي كندي، ولد في 28 نوفمبر 1924 في سانت جونز في كندا. حزبياً، نشط في الحزب الليبرالي الكندي. وقد انتخب عضو مجلس الشيوخ الكندي.
1. ↑   https://lop.parl.ca/sites/ParlInfo/default/en_CA/People/Profile?personId=4256. اطلع عليه بتاريخ 2019-03-27. {{استشهاد ويب}}: |url= بحاجة لعنوان (مساعدة) والوسيط |title= غير موجود أو فارغ (من ويكي بيانات) (مساعدة)